# Халипов, Иван Фёдорович
Иван Фёдорович Халипов (23 февраля 1915, Иланский, Енисейская губерния — 16 июля 1975, Москва) — генерал-полковник, член Военного совета — начальник Политического управления войск противовоздушной обороны.

## Биография
Родился в семье кондуктора станции. В 1935 году закончил Томский университет. Работал директором школы, а затем и заведующим РОНО в городе Талгар Алма-Атинской области. С 1940 года служил в армии. На фронте был с первого дня до последнего дня Великой Отечественной войны. В разное время занимал должности политрука, комиссара батальона и полка, в политотделах и управлениях дивизии, армии, фронта. Воинское звание к окончанию войны — подполковник.
Заместитель начальника Главного политического управления Советской Армии и Военно-морского флота. С 1967 года — член Военного совета и начальник Политического управления войск ПВО.

## Награды
Награждён орденом Октябрьской Революции, двумя орденами Красного Знамени, орденом Отечественной войны второй степени, четырьмя орденами Красной Звезды, медалями и наградами других стран.

## Память
Иланской средней общеобразовательной школе № 1 было присвоено имя генерал-полковника Халипова Ивана Федоровича.
В честь него названа также улица в Иланском.
Похоронен на Новодевичьем кладбище в Москве.